# Eleições presidenciais portuguesas de 2021 no distrito de Coimbra
| Eleições presidenciais portuguesas de 2021 Distritos: Aveiro \| Beja \| Braga \| Bragança \| Castelo Branco \| Coimbra \| Évora \| Faro \| Guarda \| Leiria \| Lisboa \| Portalegre \| Porto \| Santarém \| Setúbal \| Viana do Castelo \| Vila Real \| Viseu \| Açores \| Madeira \| Estrangeiro |

## Resultados por Concelho
Os resultados nos concelhos do Distrito de Coimbra foram os seguintes:

### Arganil
| Candidato               | Candidato               | Votos  | %               |
| ----------------------- | ----------------------- | ------ | --------------- |
|                         | Marcelo Rebelo de Sousa | 2 827  | 71,24 / 100,00  |
|                         | Ana Gomes               | 387    | 9,75 / 100,00   |
|                         | André Ventura           | 320    | 8,06 / 100,00   |
|                         | Marisa Matias           | 183    | 4,61 / 100,00   |
|                         | Vitorino Silva          | 104    | 2,62 / 100,00   |
|                         | João Ferreira           | 95     | 2,39 / 100,00   |
|                         | Tiago Mayan Gonçalves   | 52     | 1,31 / 100,00   |
| Votos Inválidos         | Votos Inválidos         | 95     | 2,34 / 100,00   |
| Total                   | Total                   | 4 063  | 100,00 / 100,00 |
| Eleitorado/Participação | Eleitorado/Participação | 10 031 | 40,50 / 100,00  |

| Freguesia                   | %     | %     | %     | %     | %    | %    | %    | Votantes |
| Freguesia                   | MRS   | AG    | AV    | MM    | VS   | JF   | TMG  | Votantes |
| --------------------------- | ----- | ----- | ----- | ----- | ---- | ---- | ---- | -------- |
| Freguesia                   |       |       |       |       |      |      |      | Votantes |
| Arganil                     | 66,24 | 12,07 | 8,34  | 5,48  | 3,02 | 2,70 | 2,14 | 1 298    |
| Benfeita                    | 83,59 | 4,69  | 7,03  | 2,34  | 0,78 | 0    | 1,56 | 130      |
| Celavisa                    | 79,31 | 5,75  | 11,49 | 1,15  | 0    | 1,15 | 1,15 | 87       |
| Cepos e Teixeira            | 80,21 | 10,42 | 2,08  | 4,17  | 3,13 | 0    | 0    | 99       |
| Cerdeira e Moura da Serra   | 82,56 | 5,81  | 5,81  | 2,91  | 1,16 | 1,74 | 0    | 173      |
| Coja e Barril de Alva       | 72,50 | 9,70  | 7,95  | 5,25  | 1,75 | 2,07 | 0,79 | 646      |
| Folques                     | 62,39 | 17,43 | 9,17  | 3,67  | 6,42 | 0,92 | 0    | 115      |
| Piódão                      | 55,00 | 12,50 | 17,50 | 10,00 | 2,50 | 0    | 2,50 | 42       |
| Pomares                     | 71,70 | 3,77  | 9,43  | 1,89  | 6,92 | 5,66 | 0,63 | 161      |
| Pombeiro da Beira           | 72,54 | 7,39  | 8,10  | 3,52  | 3,87 | 3,17 | 1,41 | 287      |
| São Martinho da Cortiça     | 76,81 | 6,73  | 7,98  | 5,24  | 1,75 | 0,75 | 0,75 | 408      |
| Sarzedo                     | 70,89 | 8,86  | 8,02  | 5,49  | 2,11 | 2,53 | 2,11 | 242      |
| Secarias                    | 65,85 | 14,63 | 9,15  | 3,05  | 1,83 | 4,27 | 1,22 | 167      |
| Vila Cova de Alva e Anceriz | 72,91 | 9,85  | 6,40  | 3,94  | 1,97 | 4,43 | 0,49 | 208      |
| Arganil                     | 71,24 | 9,75  | 8,06  | 4,61  | 2,62 | 2,39 | 1,31 | 4 063    |

### Cantanhede
| Candidato               | Candidato               | Votos  | %               |
| ----------------------- | ----------------------- | ------ | --------------- |
|                         | Marcelo Rebelo de Sousa | 8 615  | 66,27 / 100,00  |
|                         | André Ventura           | 1 608  | 12,37 / 100,00  |
|                         | Ana Gomes               | 1 231  | 9,47 / 100,00   |
|                         | Marisa Matias           | 555    | 4,27 / 100,00   |
|                         | Vitorino Silva          | 427    | 3,28 / 100,00   |
|                         | Tiago Mayan Gonçalves   | 302    | 2,32 / 100,00   |
|                         | João Ferreira           | 262    | 2,02 / 100,00   |
| Votos Inválidos         | Votos Inválidos         | 353    | 2,65 / 100,00   |
| Total                   | Total                   | 13 353 | 100,00 / 100,00 |
| Eleitorado/Participação | Eleitorado/Participação | 34 835 | 38,33 / 100,00  |

| Freguesia                    | %     | %     | %     | %    | %    | %    | %    | Votantes |
| Freguesia                    | MRS   | AV    | AG    | MM   | VS   | TMG  | JF   | Votantes |
| ---------------------------- | ----- | ----- | ----- | ---- | ---- | ---- | ---- | -------- |
| Freguesia                    |       |       |       |      |      |      |      | Votantes |
| Ançã                         | 61,31 | 9,38  | 14,54 | 4,57 | 3,28 | 1,88 | 5,04 | 876      |
| Cadima                       | 67,96 | 13,46 | 6,20  | 4,45 | 3,39 | 2,42 | 2,13 | 1 047    |
| Cantanhede e Pocariça        | 61,78 | 11,27 | 13,35 | 5,68 | 2,99 | 2,93 | 1,99 | 3 390    |
| Cordinhã                     | 69,42 | 10,78 | 7,52  | 6,02 | 3,26 | 2,51 | 0,50 | 410      |
| Covões e Camarneira          | 74,45 | 12,49 | 5,38  | 2,02 | 2,31 | 1,73 | 1,63 | 1 075    |
| Febres                       | 73,18 | 11,51 | 6,66  | 2,51 | 3,11 | 2,08 | 0,95 | 1 196    |
| Murtede                      | 70,38 | 7,75  | 9,54  | 2,39 | 5,57 | 1,99 | 2,39 | 515      |
| Ourentã                      | 59,62 | 13,22 | 12,26 | 6,01 | 5,29 | 3,13 | 0,48 | 428      |
| Portunhos e Outil            | 60,11 | 10,53 | 14,47 | 5,20 | 3,93 | 2,11 | 3,65 | 725      |
| Sanguinheira                 | 62,30 | 14,12 | 7,71  | 6,26 | 5,53 | 1,60 | 2,47 | 710      |
| São Caetano                  | 75,07 | 13,45 | 7,00  | 1,68 | 1,96 | 0,28 | 0,56 | 369      |
| Sepins e Bolho               | 73,61 | 11,11 | 6,33  | 3,09 | 3,24 | 0,93 | 1,70 | 667      |
| Tocha                        | 63,55 | 18,15 | 6,99  | 4,01 | 2,04 | 2,99 | 2,28 | 1 312    |
| Vilamar e Corticeiro de Cima | 71,08 | 15,20 | 4,58  | 2,29 | 3,59 | 2,94 | 0,33 | 633      |
| Cantanhede                   | 66,27 | 12,37 | 9,47  | 4,27 | 3,28 | 2,32 | 2,02 | 13 353   |

### Coimbra
| Candidato               | Candidato               | Votos   | %               |
| ----------------------- | ----------------------- | ------- | --------------- |
|                         | Marcelo Rebelo de Sousa | 32 488  | 57,91 / 100,00  |
|                         | Ana Gomes               | 9 369   | 16,70 / 100,00  |
|                         | André Ventura           | 4 840   | 8,63 / 100,00   |
|                         | Marisa Matias           | 3 573   | 6,37 / 100,00   |
|                         | João Ferreira           | 2 873   | 5,12 / 100,00   |
|                         | Tiago Mayan Gonçalves   | 1 877   | 3,35 / 100,00   |
|                         | Vitorino Silva          | 1 079   | 1,92 / 100,00   |
| Votos Inválidos         | Votos Inválidos         | 949     | 1,67 / 100,00   |
| Total                   | Total                   | 57 048  | 100,00 / 100,00 |
| Eleitorado/Participação | Eleitorado/Participação | 126 816 | 44,98 / 100,00  |

| Freguesia                                      | %     | %     | %     | %     | %    | %    | %    | Votantes |
| Freguesia                                      | MRS   | AG    | AV    | MM    | JF   | TMG  | VS   | Votantes |
| ---------------------------------------------- | ----- | ----- | ----- | ----- | ---- | ---- | ---- | -------- |
| Freguesia                                      |       |       |       |       |      |      |      | Votantes |
| Almalaguês                                     | 63,60 | 12,22 | 5,37  | 12,39 | 3,47 | 1,21 | 1,73 | 1 172    |
| Antuzede e Vil de Matos                        | 65,61 | 12,55 | 8,81  | 4,79  | 5,08 | 1,34 | 1,82 | 1 060    |
| Assafarge e Antanhol                           | 57,42 | 14,22 | 10,68 | 7,80  | 4,40 | 3,07 | 2,41 | 2 163    |
| Brasfemes                                      | 63,34 | 13,59 | 6,11  | 5,61  | 4,99 | 2,87 | 3,49 | 816      |
| Ceira                                          | 62,51 | 12,47 | 9,62  | 6,19  | 5,22 | 1,06 | 2,93 | 1 251    |
| Cernache                                       | 59,81 | 13,56 | 11,03 | 7,06  | 3,80 | 2,59 | 2,15 | 1 842    |
| Eiras e São Paulo de Frades                    | 59,40 | 16,18 | 8,50  | 6,70  | 5,19 | 2,07 | 1,96 | 7 026    |
| Santa Clara e Castelo Viegas                   | 55,64 | 17,51 | 8,90  | 7,45  | 5,04 | 3,46 | 1,99 | 4 631    |
| Santo António dos Olivais                      | 53,02 | 20,45 | 7,93  | 5,91  | 5,88 | 5,33 | 1,48 | 17 087   |
| São João do Campo                              | 69,78 | 5,48  | 9,63  | 5,04  | 6,37 | 2,22 | 1,48 | 685      |
| São Martinho de Árvore e Lamarosa              | 65,91 | 8,57  | 13,99 | 3,94  | 3,94 | 1,08 | 2,56 | 1 035    |
| São Martinho do Bispo e Ribeira de Frades      | 58,62 | 16,39 | 8,87  | 6,72  | 4,61 | 2,53 | 2,25 | 5 761    |
| São Silvestre                                  | 65,77 | 9,55  | 11,71 | 4,95  | 3,24 | 2,25 | 2,52 | 1 124    |
| Sé Nova, Santa Cruz, Almedina e São Bartolomeu | 54,01 | 19,47 | 8,16  | 6,88  | 5,87 | 3,99 | 1,62 | 5 543    |
| Souselas e Botão                               | 68,76 | 10,08 | 8,91  | 4,81  | 3,40 | 1,29 | 2,75 | 1 733    |
| Taveiro, Ameal e Arzila                        | 64,19 | 14,97 | 8,23  | 4,08  | 4,27 | 1,67 | 2,60 | 1 642    |
| Torres do Mondego                              | 64,83 | 13,75 | 5,96  | 5,50  | 6,41 | 1,72 | 1,83 | 889      |
| Trouxemil e Torre de Vilela                    | 66,28 | 11,65 | 9,33  | 5,73  | 3,47 | 1,80 | 1,74 | 1 588    |
| Coimbra                                        | 57,91 | 16,70 | 8,63  | 6,37  | 5,12 | 3,35 | 1,92 | 57 048   |

### Condeixa-a-Nova
| Candidato               | Candidato               | Votos  | %               |
| ----------------------- | ----------------------- | ------ | --------------- |
|                         | Marcelo Rebelo de Sousa | 3 967  | 57,87 / 100,00  |
|                         | Ana Gomes               | 893    | 13,03 / 100,00  |
|                         | André Ventura           | 756    | 11,03 / 100,00  |
|                         | Marisa Matias           | 618    | 9,02 / 100,00   |
|                         | João Ferreira           | 261    | 3,81 / 100,00   |
|                         | Vitorino Silva          | 196    | 2,86 / 100,00   |
|                         | Tiago Mayan Gonçalves   | 164    | 2,39 / 100,00   |
| Votos Inválidos         | Votos Inválidos         | 157    | 2,24 / 100,00   |
| Total                   | Total                   | 7 012  | 100,00 / 100,00 |
| Eleitorado/Participação | Eleitorado/Participação | 14 409 | 48,66 / 100,00  |

| Freguesia                          | %     | %     | %     | %    | %    | %    | %    | Votantes |
| Freguesia                          | MRS   | AG    | AV    | MM   | JF   | VS   | TMG  | Votantes |
| ---------------------------------- | ----- | ----- | ----- | ---- | ---- | ---- | ---- | -------- |
| Freguesia                          |       |       |       |      |      |      |      | Votantes |
| Anobra                             | 69,20 | 9,55  | 8,38  | 4,68 | 4,48 | 3,12 | 0,58 | 520      |
| Condeixa-a-Velha e Condeixa-a-Nova | 56,01 | 14,26 | 11,66 | 8,58 | 3,99 | 2,54 | 2,96 | 3 387    |
| Ega                                | 62,90 | 11,75 | 11,02 | 6,34 | 2,85 | 3,31 | 1,84 | 1 115    |
| Furadouro                          | 67,21 | 4,92  | 13,11 | 4,92 | 0    | 3,28 | 6,56 | 61       |
| Sebal e Belide                     | 57,32 | 13,42 | 10,46 | 8,42 | 4,32 | 3,49 | 2,58 | 1 350    |
| Vila Seca e Bem da Fé              | 46,59 | 10,35 | 28,24 | 8,94 | 2,59 | 2,35 | 0,94 | 433      |
| Zambujal                           | 56,52 | 14,49 | 16,67 | 5,07 | 5,07 | 1,45 | 0,72 | 146      |
| Condeixa-a-Nova                    | 57,87 | 13,03 | 11,03 | 9,02 | 3,81 | 2,86 | 2,39 | 7 012    |

### Figueira da Foz
| Candidato               | Candidato               | Votos  | %               |
| ----------------------- | ----------------------- | ------ | --------------- |
|                         | Marcelo Rebelo de Sousa | 14 466 | 60,49 / 100,00  |
|                         | Ana Gomes               | 3 229  | 13,50 / 100,00  |
|                         | André Ventura           | 2 697  | 11,28 / 100,00  |
|                         | Marisa Matias           | 1 183  | 4,95 / 100,00   |
|                         | João Ferreira           | 986    | 4,12 / 100,00   |
|                         | Vitorino Silva          | 735    | 3,07 / 100,00   |
|                         | Tiago Mayan Gonçalves   | 617    | 2,58 / 100,00   |
| Votos Inválidos         | Votos Inválidos         | 532    | 2,17 / 100,00   |
| Total                   | Total                   | 24 445 | 100,00 / 100,00 |
| Eleitorado/Participação | Eleitorado/Participação | 55 110 | 44,36 / 100,00  |

| Freguesia            | %     | %     | %     | %    | %    | %    | %    | Votantes |
| Freguesia            | MRS   | AG    | AV    | MM   | JF   | VS   | TMG  | Votantes |
| -------------------- | ----- | ----- | ----- | ---- | ---- | ---- | ---- | -------- |
| Freguesia            |       |       |       |      |      |      |      | Votantes |
| Alhadas              | 63,78 | 14,05 | 8,65  | 4,68 | 3,66 | 2,94 | 2,22 | 1 700    |
| Alqueidão            | 69,63 | 8,74  | 10,02 | 3,18 | 3,50 | 2,86 | 2,07 | 643      |
| Bom Sucesso          | 60,66 | 8,57  | 18,53 | 4,90 | 1,75 | 4,37 | 1,22 | 587      |
| Buarcos e São Julião | 56,78 | 15,66 | 11,35 | 5,40 | 4,81 | 2,57 | 3,43 | 7 866    |
| Ferreira-a-Nova      | 67,20 | 11,22 | 11,59 | 4,39 | 0,98 | 3,17 | 1,46 | 839      |
| Lavos                | 63,42 | 9,89  | 11,37 | 5,58 | 4,24 | 3,25 | 2,26 | 1 455    |
| Maiorca              | 65,91 | 10,27 | 10,99 | 4,31 | 3,29 | 3,70 | 1,54 | 997      |
| Marinha das Ondas    | 64,29 | 8,90  | 11,74 | 6,46 | 2,45 | 4,40 | 1,76 | 1 045    |
| Moinhos da Gândara   | 70,86 | 8,62  | 11,42 | 2,33 | 2,10 | 2,33 | 2,33 | 443      |
| Paião                | 67,56 | 11,20 | 9,77  | 4,66 | 1,79 | 3,49 | 1,52 | 1 134    |
| Quiaios              | 67,31 | 10,93 | 9,97  | 3,41 | 3,32 | 2,71 | 2,36 | 1 171    |
| São Pedro            | 57,55 | 13,68 | 15,09 | 4,34 | 4,89 | 3,04 | 1,41 | 944      |
| Tavarede             | 56,78 | 15,60 | 11,43 | 5,17 | 4,46 | 3,46 | 3,10 | 4 500    |
| Vila Verde           | 58,21 | 14,69 | 10,22 | 4,47 | 8,12 | 2,92 | 1,37 | 1 121    |
| Figueira da Foz      | 60,49 | 13,50 | 11,28 | 4,95 | 4,12 | 3,07 | 2,58 | 24 445   |

### Góis
| Candidato               | Candidato               | Votos | %               |
| ----------------------- | ----------------------- | ----- | --------------- |
|                         | Marcelo Rebelo de Sousa | 1 005 | 74,39 / 100,00  |
|                         | Ana Gomes               | 109   | 8,07 / 100,00   |
|                         | André Ventura           | 91    | 6,74 / 100,00   |
|                         | Marisa Matias           | 67    | 4,96 / 100,00   |
|                         | Vitorino Silva          | 40    | 2,96 / 100,00   |
|                         | João Ferreira           | 21    | 1,55 / 100,00   |
|                         | Tiago Mayan Gonçalves   | 18    | 1,33 / 100,00   |
| Votos Inválidos         | Votos Inválidos         | 26    | 1,89 / 100,00   |
| Total                   | Total                   | 1 377 | 100,00 / 100,00 |
| Eleitorado/Participação | Eleitorado/Participação | 3 446 | 39,96 / 100,00  |

| Freguesia          | %     | %    | %    | %    | %    | %    | %    | Votantes |
| Freguesia          | MRS   | AG   | AV   | MM   | VS   | JF   | TMG  | Votantes |
| ------------------ | ----- | ---- | ---- | ---- | ---- | ---- | ---- | -------- |
| Freguesia          |       |      |      |      |      |      |      | Votantes |
| Alvares            | 80,53 | 6,64 | 6,19 | 2,65 | 2,21 | 1,77 | 0    | 228      |
| Cadafaz e Colmeal  | 75,00 | 9,38 | 4,17 | 5,21 | 4,17 | 1,04 | 1,04 | 99       |
| Góis               | 71,99 | 7,84 | 7,56 | 5,74 | 3,50 | 1,54 | 1,82 | 729      |
| Vila Nova do Ceira | 75,24 | 9,21 | 6,03 | 4,76 | 1,90 | 1,59 | 1,27 | 321      |
| Góis               | 74,39 | 8,07 | 6,74 | 4,96 | 2,96 | 1,55 | 1,33 | 1 377    |

### Lousã
| Candidato               | Candidato               | Votos  | %               |
| ----------------------- | ----------------------- | ------ | --------------- |
|                         | Marcelo Rebelo de Sousa | 4 184  | 64,94 / 100,00  |
|                         | Ana Gomes               | 772    | 11,98 / 100,00  |
|                         | André Ventura           | 567    | 8,80 / 100,00   |
|                         | Marisa Matias           | 384    | 5,96 / 100,00   |
|                         | João Ferreira           | 228    | 3,54 / 100,00   |
|                         | Vitorino Silva          | 168    | 2,61 / 100,00   |
|                         | Tiago Mayan Gonçalves   | 140    | 2,17 / 100,00   |
| Votos Inválidos         | Votos Inválidos         | 137    | 2,08 / 100,00   |
| Total                   | Total                   | 6 580  | 100,00 / 100,00 |
| Eleitorado/Participação | Eleitorado/Participação | 15 231 | 43,20 / 100,00  |

| Freguesia                      | %     | %     | %    | %    | %    | %    | %    | Votantes |
| Freguesia                      | MRS   | AG    | AV   | MM   | JF   | VS   | TMG  | Votantes |
| ------------------------------ | ----- | ----- | ---- | ---- | ---- | ---- | ---- | -------- |
| Freguesia                      |       |       |      |      |      |      |      | Votantes |
| Foz de Arouce e Casal de Ermio | 70,55 | 9,68  | 8,10 | 4,35 | 2,17 | 2,96 | 2,17 | 516      |
| Gândaras                       | 70,95 | 9,68  | 8,78 | 4,50 | 2,25 | 1,58 | 2,25 | 453      |
| Lousã e Vilarinho              | 63,22 | 12,66 | 9,10 | 6,24 | 3,97 | 2,55 | 2,26 | 4 970    |
| Serpins                        | 69,40 | 10,25 | 7,10 | 6,15 | 2,21 | 3,47 | 1,42 | 641      |
| Lousã                          | 64,94 | 11,98 | 8,80 | 5,96 | 3,54 | 2,61 | 2,17 | 6 580    |

### Mira
| Candidato               | Candidato               | Votos  | %               |
| ----------------------- | ----------------------- | ------ | --------------- |
|                         | Marcelo Rebelo de Sousa | 3 236  | 68,21 / 100,00  |
|                         | André Ventura           | 532    | 11,21 / 100,00  |
|                         | Ana Gomes               | 404    | 8,52 / 100,00   |
|                         | Vitorino Silva          | 193    | 4,07 / 100,00   |
|                         | Marisa Matias           | 183    | 3,86 / 100,00   |
|                         | Tiago Mayan Gonçalves   | 123    | 2,59 / 100,00   |
|                         | João Ferreira           | 73     | 1,54 / 100,00   |
| Votos Inválidos         | Votos Inválidos         | 137    | 2,81 / 100,00   |
| Total                   | Total                   | 4 881  | 100,00 / 100,00 |
| Eleitorado/Participação | Eleitorado/Participação | 12 832 | 38,04 / 100,00  |

| Freguesia     | %     | %     | %    | %    | %    | %    | %    | Votantes |
| Freguesia     | MRS   | AV    | AG   | VS   | MM   | TMG  | JF   | Votantes |
| ------------- | ----- | ----- | ---- | ---- | ---- | ---- | ---- | -------- |
| Freguesia     |       |       |      |      |      |      |      | Votantes |
| Carapelhos    | 72,73 | 9,76  | 6,73 | 4,71 | 2,02 | 3,37 | 0,67 | 309      |
| Mira          | 65,53 | 12,00 | 8,75 | 4,49 | 4,52 | 2,80 | 1,91 | 2 759    |
| Praia de Mira | 69,81 | 9,61  | 9,53 | 3,96 | 3,96 | 2,11 | 1,01 | 1 212    |
| Seixo         | 74,91 | 11,60 | 6,31 | 2,05 | 1,54 | 2,22 | 1,37 | 601      |
| Mira          | 68,21 | 11,21 | 8,52 | 4,07 | 3,86 | 2,59 | 1,54 | 4 881    |

### Miranda do Corvo
| Candidato               | Candidato               | Votos  | %               |
| ----------------------- | ----------------------- | ------ | --------------- |
|                         | Marcelo Rebelo de Sousa | 2 972  | 67,42 / 100,00  |
|                         | Ana Gomes               | 531    | 12,05 / 100,00  |
|                         | André Ventura           | 312    | 7,08 / 100,00   |
|                         | Marisa Matias           | 256    | 5,81 / 100,00   |
|                         | João Ferreira           | 137    | 3,11 / 100,00   |
|                         | Vitorino Silva          | 118    | 2,68 / 100,00   |
|                         | Tiago Mayan Gonçalves   | 82     | 1,86 / 100,00   |
| Votos Inválidos         | Votos Inválidos         | 99     | 2,20 / 100,00   |
| Total                   | Total                   | 4 507  | 100,00 / 100,00 |
| Eleitorado/Participação | Eleitorado/Participação | 10 863 | 41,49 / 100,00  |

| Freguesia         | %     | %     | %    | %    | %    | %    | %    | Votantes |
| Freguesia         | MRS   | AG    | AV   | MM   | JF   | VS   | TMG  | Votantes |
| ----------------- | ----- | ----- | ---- | ---- | ---- | ---- | ---- | -------- |
| Freguesia         |       |       |      |      |      |      |      | Votantes |
| Lamas             | 74,50 | 7,72  | 5,37 | 7,05 | 1,34 | 2,35 | 1,68 | 303      |
| Miranda do Corvo  | 63,15 | 14,25 | 7,42 | 6,40 | 3,81 | 2,55 | 2,43 | 2 596    |
| Semide e Rio Vide | 74,08 | 9,02  | 6,64 | 4,10 | 2,21 | 2,95 | 0,98 | 1 258    |
| Vila Nova         | 69,39 | 10,20 | 7,58 | 6,41 | 2,62 | 2,92 | 0,87 | 350      |
| Miranda do Corvo  | 67,42 | 12,05 | 7,08 | 5,81 | 3,11 | 2,68 | 1,86 | 4 507    |

### Montemor-o-Velho
| Candidato               | Candidato               | Votos  | %               |
| ----------------------- | ----------------------- | ------ | --------------- |
|                         | Marcelo Rebelo de Sousa | 5 542  | 63,06 / 100,00  |
|                         | André Ventura           | 1 136  | 12,93 / 100,00  |
|                         | Ana Gomes               | 876    | 9,97 / 100,00   |
|                         | Marisa Matias           | 439    | 5,00 / 100,00   |
|                         | João Ferreira           | 327    | 3,72 / 100,00   |
|                         | Vitorino Silva          | 276    | 3,14 / 100,00   |
|                         | Tiago Mayan Gonçalves   | 192    | 2,18 / 100,00   |
| Votos Inválidos         | Votos Inválidos         | 191    | 2,13 / 100,00   |
| Total                   | Total                   | 8 979  | 100,00 / 100,00 |
| Eleitorado/Participação | Eleitorado/Participação | 21 794 | 41,20 / 100,00  |

| Freguesia                                | %     | %     | %     | %    | %    | %    | %    | Votantes |
| Freguesia                                | MRS   | AV    | AG    | MM   | JF   | VS   | TMG  | Votantes |
| ---------------------------------------- | ----- | ----- | ----- | ---- | ---- | ---- | ---- | -------- |
| Freguesia                                |       |       |       |      |      |      |      | Votantes |
| Abrunheira, Verride e Vila Nova da Barca | 63,79 | 11,30 | 9,77  | 6,70 | 5,17 | 1,72 | 1,53 | 532      |
| Arazede                                  | 63,62 | 15,89 | 8,40  | 4,43 | 1,76 | 3,92 | 1,99 | 1 804    |
| Carapinheira                             | 65,14 | 12,98 | 7,66  | 4,82 | 4,82 | 2,47 | 2,10 | 822      |
| Ereira                                   | 58,15 | 11,50 | 19,17 | 2,88 | 3,51 | 2,88 | 1,92 | 317      |
| Liceia                                   | 61,40 | 14,29 | 10,03 | 6,38 | 3,65 | 3,04 | 1,22 | 337      |
| Meãs do Campo                            | 68,95 | 13,52 | 6,86  | 3,24 | 3,24 | 3,05 | 1,14 | 534      |
| Montemor-o-Velho e Gatões                | 59,28 | 13,92 | 9,98  | 5,97 | 4,32 | 3,07 | 3,46 | 1 302    |
| Pereira                                  | 61,76 | 11,33 | 13,34 | 4,32 | 3,86 | 2,78 | 2,62 | 1 318    |
| Santo Varão                              | 65,16 | 8,65  | 9,52  | 5,26 | 7,02 | 2,88 | 1,50 | 826      |
| Seixo de Gatões                          | 65,60 | 12,61 | 7,80  | 5,96 | 2,52 | 3,67 | 1,83 | 443      |
| Tentúgal                                 | 62,62 | 12,41 | 10,48 | 5,52 | 2,48 | 4,00 | 2,48 | 744      |
| Montemor-o-Velho                         | 63,06 | 12,93 | 9,97  | 5,00 | 3,72 | 3,14 | 2,18 | 8 979    |

### Oliveira do Hospital
| Candidato               | Candidato               | Votos  | %               |
| ----------------------- | ----------------------- | ------ | --------------- |
|                         | Marcelo Rebelo de Sousa | 4 942  | 71,16 / 100,00  |
|                         | André Ventura           | 711    | 10,24 / 100,00  |
|                         | Ana Gomes               | 580    | 8,35 / 100,00   |
|                         | Marisa Matias           | 232    | 3,34 / 100,00   |
|                         | Vitorino Silva          | 221    | 3,18 / 100,00   |
|                         | João Ferreira           | 166    | 2,39 / 100,00   |
|                         | Tiago Mayan Gonçalves   | 93     | 1,34 / 100,00   |
| Votos Inválidos         | Votos Inválidos         | 154    | 2,11 / 100,00   |
| Total                   | Total                   | 7 099  | 100,00 / 100,00 |
| Eleitorado/Participação | Eleitorado/Participação | 17 631 | 40,26 / 100,00  |

| Freguesia                                   | %     | %     | %     | %    | %    | %    | %    | Votantes |
| Freguesia                                   | MRS   | AV    | AG    | MM   | VS   | JF   | TMG  | Votantes |
| ------------------------------------------- | ----- | ----- | ----- | ---- | ---- | ---- | ---- | -------- |
| Freguesia                                   |       |       |       |      |      |      |      | Votantes |
| Aldeia das Dez                              | 75,71 | 10,17 | 7,91  | 2,82 | 1,13 | 1,13 | 1,13 | 179      |
| Alvoco das Várzeas                          | 67,97 | 7,03  | 13,28 | 5,47 | 4,69 | 1,56 | 0    | 130      |
| Avô                                         | 68,98 | 12,30 | 7,49  | 2,67 | 3,74 | 3,21 | 1,60 | 190      |
| Bobadela                                    | 67,33 | 13,86 | 7,43  | 3,47 | 2,48 | 2,97 | 2,48 | 206      |
| Ervedal e Vila Franca da Beira              | 66,97 | 11,69 | 8,99  | 5,17 | 3,15 | 3,82 | 0,22 | 455      |
| Lagares da Beira                            | 67,10 | 13,05 | 10,70 | 3,39 | 2,61 | 2,35 | 0,78 | 390      |
| Lagos da Beira e Lajeosa                    | 75,52 | 8,16  | 6,64  | 3,23 | 3,23 | 1,71 | 1,52 | 537      |
| Lourosa                                     | 70,20 | 11,11 | 1,52  | 3,03 | 7,58 | 4,55 | 2,02 | 201      |
| Meruge                                      | 77,01 | 8,56  | 5,88  | 1,60 | 3,21 | 3,74 | 0    | 191      |
| Nogueira do Cravo                           | 72,24 | 11,32 | 7,11  | 2,89 | 3,16 | 2,11 | 1,18 | 774      |
| Oliveira do Hospital e São Paio de Gramaços | 67,48 | 10,26 | 10,40 | 3,84 | 3,19 | 2,62 | 2,20 | 2 178    |
| Penalva de Alva e São Sebastião da Feira    | 80,62 | 4,13  | 5,94  | 4,13 | 3,36 | 1,29 | 0,52 | 401      |
| Santa Ovaia e Vila Pouca da Beira           | 71,55 | 10,56 | 9,38  | 1,17 | 4,11 | 2,05 | 1,17 | 352      |
| São Gião                                    | 78,10 | 9,49  | 6,57  | 1,46 | 2,19 | 2,19 | 0    | 142      |
| Seixo da Beira                              | 77,04 | 10,20 | 5,61  | 3,32 | 1,79 | 1,02 | 1,02 | 404      |
| Travanca de Lagos                           | 73,89 | 11,11 | 7,78  | 1,94 | 2,78 | 2,22 | 0,28 | 369      |
| Oliveira do Hospital                        | 71,16 | 10,24 | 8,35  | 3,34 | 3,18 | 2,39 | 1,34 | 7 099    |

### Pampilhosa da Serra
| Candidato               | Candidato               | Votos | %               |
| ----------------------- | ----------------------- | ----- | --------------- |
|                         | Marcelo Rebelo de Sousa | 948   | 75,06 / 100,00  |
|                         | André Ventura           | 117   | 9,26 / 100,00   |
|                         | Ana Gomes               | 81    | 6,41 / 100,00   |
|                         | Vitorino Silva          | 49    | 3,88 / 100,00   |
|                         | Marisa Matias           | 43    | 3,40 / 100,00   |
|                         | João Ferreira           | 18    | 1,43 / 100,00   |
|                         | Tiago Mayan Gonçalves   | 7     | 0,55 / 100,00   |
| Votos Inválidos         | Votos Inválidos         | 23    | 1,78 / 100,00   |
| Total                   | Total                   | 1 286 | 100,00 / 100,00 |
| Eleitorado/Participação | Eleitorado/Participação | 3 513 | 36,61 / 100,00  |

| Freguesia                | %     | %     | %    | %    | %    | %    | %    | Votantes |
| Freguesia                | MRS   | AV    | AG   | VS   | MM   | JF   | TMG  | Votantes |
| ------------------------ | ----- | ----- | ---- | ---- | ---- | ---- | ---- | -------- |
| Freguesia                |       |       |      |      |      |      |      | Votantes |
| Cabril                   | 70,42 | 7,04  | 9,86 | 8,45 | 4,23 | 0    | 0    | 71       |
| Dornelas do Zêzere       | 80,13 | 7,05  | 4,49 | 3,85 | 3,21 | 0,64 | 0,64 | 156      |
| Fajão - Vidual           | 75,96 | 5,77  | 5,77 | 1,92 | 5,77 | 4,81 | 0    | 106      |
| Janeiro de Baixo         | 76,56 | 12,50 | 4,17 | 5,21 | 1,56 | 0    | 0    | 199      |
| Pampilhosa da Serra      | 71,57 | 9,14  | 8,38 | 4,57 | 4,57 | 0,76 | 1,02 | 399      |
| Pessegueiro              | 86,44 | 5,08  | 5,08 | 3,39 | 0    | 0    | 0    | 59       |
| Portela do Fojo - Machio | 70,59 | 14,71 | 8,09 | 0,74 | 2,21 | 2,94 | 0,74 | 142      |
| Unhais-o-Velho           | 78,15 | 7,95  | 3,97 | 2,65 | 3,31 | 3,31 | 0,66 | 154      |
| Pampilhosa da Serra      | 75,06 | 9,26  | 6,41 | 3,88 | 3,40 | 1,43 | 0,55 | 1 286    |

### Penacova
| Candidato               | Candidato               | Votos  | %               |
| ----------------------- | ----------------------- | ------ | --------------- |
|                         | Marcelo Rebelo de Sousa | 3 117  | 69,90 / 100,00  |
|                         | Ana Gomes               | 472    | 10,59 / 100,00  |
|                         | André Ventura           | 383    | 8,59 / 100,00   |
|                         | Marisa Matias           | 175    | 3,92 / 100,00   |
|                         | João Ferreira           | 151    | 3,39 / 100,00   |
|                         | Vitorino Silva          | 106    | 2,38 / 100,00   |
|                         | Tiago Mayan Gonçalves   | 55     | 1,23 / 100,00   |
| Votos Inválidos         | Votos Inválidos         | 90     | 1,98 / 100,00   |
| Total                   | Total                   | 4 549  | 100,00 / 100,00 |
| Eleitorado/Participação | Eleitorado/Participação | 13 500 | 33,70 / 100,00  |

| Freguesia                                 | %     | %     | %     | %    | %    | %    | %    | Votantes |
| Freguesia                                 | MRS   | AG    | AV    | MM   | JF   | VS   | TMG  | Votantes |
| ----------------------------------------- | ----- | ----- | ----- | ---- | ---- | ---- | ---- | -------- |
| Freguesia                                 |       |       |       |      |      |      |      | Votantes |
| Carvalho                                  | 77,59 | 4,60  | 8,62  | 3,45 | 1,15 | 4,02 | 0,57 | 177      |
| Figueira de Lorvão                        | 72,47 | 9,48  | 8,58  | 3,33 | 2,56 | 1,66 | 1,92 | 796      |
| Friúmes e Paradela                        | 71,56 | 8,44  | 12,81 | 0,94 | 2,19 | 3,13 | 0,94 | 326      |
| Lorvão                                    | 64,65 | 12,91 | 9,25  | 4,85 | 5,13 | 1,92 | 1,28 | 1 121    |
| Oliveira do Mondego e Travanca do Mondego | 71,17 | 7,12  | 8,90  | 4,63 | 4,98 | 2,49 | 0,71 | 289      |
| Penacova                                  | 70,16 | 11,81 | 6,94  | 4,66 | 3,01 | 2,49 | 0,93 | 974      |
| São Pedro de Alva e São Paio do Mondego   | 72,58 | 10,90 | 7,38  | 3,51 | 2,46 | 2,11 | 1,05 | 585      |
| Sazes do Lorvão                           | 68,95 | 9,39  | 9,03  | 3,25 | 3,25 | 4,33 | 1,81 | 281      |
| Penacova                                  | 69,90 | 10,59 | 8,59  | 3,92 | 3,39 | 2,38 | 1,23 | 4 549    |

### Penela
| Candidato               | Candidato               | Votos | %               |
| ----------------------- | ----------------------- | ----- | --------------- |
|                         | Marcelo Rebelo de Sousa | 1 196 | 66,67 / 100,00  |
|                         | Ana Gomes               | 182   | 10,14 / 100,00  |
|                         | André Ventura           | 181   | 10,09 / 100,00  |
|                         | Marisa Matias           | 116   | 6,47 / 100,00   |
|                         | Vitorino Silva          | 53    | 2,95 / 100,00   |
|                         | João Ferreira           | 38    | 2,12 / 100,00   |
|                         | Tiago Mayan Gonçalves   | 28    | 1,56 / 100,00   |
| Votos Inválidos         | Votos Inválidos         | 45    | 2,45 / 100,00   |
| Total                   | Total                   | 1 839 | 100,00 / 100,00 |
| Eleitorado/Participação | Eleitorado/Participação | 4 754 | 38,68 / 100,00  |

| Freguesia                           | %     | %     | %     | %    | %    | %    | %    | Votantes |
| Freguesia                           | MRS   | AG    | AV    | MM   | VS   | JF   | TMG  | Votantes |
| ----------------------------------- | ----- | ----- | ----- | ---- | ---- | ---- | ---- | -------- |
| Freguesia                           |       |       |       |      |      |      |      | Votantes |
| Cumeeira                            | 69,04 | 9,25  | 10,68 | 4,98 | 2,85 | 1,42 | 1,78 | 284      |
| Espinhal                            | 74,63 | 8,21  | 6,72  | 4,85 | 3,36 | 1,12 | 1,12 | 275      |
| Podentes                            | 66,15 | 8,33  | 10,42 | 7,29 | 2,60 | 5,21 | 0    | 197      |
| São Miguel, Santa Eufémia e Rabaçal | 64,10 | 11,21 | 10,73 | 7,12 | 2,94 | 1,99 | 1,90 | 1 083    |
| Penela                              | 66,67 | 10,14 | 10,09 | 6,47 | 2,95 | 2,12 | 1,56 | 1 839    |

### Soure
| Candidato               | Candidato               | Votos  | %               |
| ----------------------- | ----------------------- | ------ | --------------- |
|                         | Marcelo Rebelo de Sousa | 4 434  | 63,42 / 100,00  |
|                         | Ana Gomes               | 771    | 11,03 / 100,00  |
|                         | André Ventura           | 761    | 10,88 / 100,00  |
|                         | Marisa Matias           | 385    | 5,51 / 100,00   |
|                         | João Ferreira           | 265    | 3,79 / 100,00   |
|                         | Vitorino Silva          | 255    | 3,65 / 100,00   |
|                         | Tiago Mayan Gonçalves   | 121    | 1,73 / 100,00   |
| Votos Inválidos         | Votos Inválidos         | 182    | 2,54 / 100,00   |
| Total                   | Total                   | 7 174  | 100,00 / 100,00 |
| Eleitorado/Participação | Eleitorado/Participação | 16 316 | 43,97 / 100,00  |

| Freguesia              | %     | %     | %     | %    | %    | %    | %    | Votantes |
| Freguesia              | MRS   | AG    | AV    | MM   | JF   | VS   | TMG  | Votantes |
| ---------------------- | ----- | ----- | ----- | ---- | ---- | ---- | ---- | -------- |
| Freguesia              |       |       |       |      |      |      |      | Votantes |
| Alfarelos              | 59,47 | 10,88 | 8,44  | 8,07 | 7,69 | 4,88 | 0,56 | 540      |
| Degracias e Pombalinho | 75,56 | 6,48  | 7,98  | 4,49 | 1,75 | 2,99 | 0,75 | 407      |
| Figueiró do Campo      | 60,59 | 11,07 | 10,26 | 6,03 | 7,17 | 3,09 | 1,79 | 628      |
| Gesteira e Brunhós     | 70,17 | 8,59  | 8,83  | 4,77 | 1,43 | 4,77 | 1,43 | 431      |
| Granja do Ulmeiro      | 57,93 | 18,27 | 10,62 | 4,25 | 4,25 | 2,97 | 1,70 | 719      |
| Samuel                 | 67,04 | 9,87  | 8,97  | 6,95 | 2,91 | 2,02 | 2,24 | 457      |
| Soure                  | 63,83 | 9,58  | 11,98 | 5,39 | 3,49 | 4,02 | 1,73 | 2 928    |
| Tapéus                 | 64,57 | 11,81 | 14,17 | 3,94 | 0,79 | 4,72 | 0    | 131      |
| Vila Nova de Anços     | 58,67 | 16,58 | 10,71 | 3,32 | 4,85 | 2,81 | 3,06 | 404      |
| Vinha da Rainha        | 61,36 | 11,26 | 13,40 | 6,80 | 0,97 | 3,30 | 2,91 | 529      |
| Soure                  | 63,42 | 11,03 | 10,88 | 5,51 | 3,79 | 3,65 | 1,73 | 7 174    |

### Tábua
| Candidato               | Candidato               | Votos  | %               |
| ----------------------- | ----------------------- | ------ | --------------- |
|                         | Marcelo Rebelo de Sousa | 2 487  | 71,28 / 100,00  |
|                         | André Ventura           | 401    | 11,49 / 100,00  |
|                         | Ana Gomes               | 284    | 8,14 / 100,00   |
|                         | Marisa Matias           | 107    | 3,07 / 100,00   |
|                         | Vitorino Silva          | 86     | 2,46 / 100,00   |
|                         | João Ferreira           | 67     | 1,92 / 100,00   |
|                         | Tiago Mayan Gonçalves   | 57     | 1,63 / 100,00   |
| Votos Inválidos         | Votos Inválidos         | 77     | 2,16 / 100,00   |
| Total                   | Total                   | 3 566  | 100,00 / 100,00 |
| Eleitorado/Participação | Eleitorado/Participação | 10 184 | 35,02 / 100,00  |

| Freguesia                         | %     | %     | %     | %    | %    | %    | %    | Votantes |
| Freguesia                         | MRS   | AV    | AG    | MM   | VS   | JF   | TMG  | Votantes |
| --------------------------------- | ----- | ----- | ----- | ---- | ---- | ---- | ---- | -------- |
| Freguesia                         |       |       |       |      |      |      |      | Votantes |
| Ázere e Covelo                    | 66,82 | 15,45 | 9,55  | 1,82 | 1,82 | 4,09 | 0,45 | 226      |
| Candosa                           | 76,86 | 5,68  | 4,80  | 4,37 | 3,93 | 0,87 | 3,49 | 235      |
| Carapinha                         | 70,86 | 13,25 | 3,31  | 2,65 | 4,64 | 1,99 | 3,31 | 158      |
| Covas e Vila Nova de Oliveirinha  | 72,79 | 10,78 | 7,60  | 2,94 | 2,45 | 1,72 | 1,72 | 414      |
| Espariz e Sinde                   | 77,36 | 8,81  | 7,86  | 1,89 | 3,46 | 0    | 0,63 | 321      |
| Midões                            | 65,84 | 15,51 | 9,66  | 3,82 | 1,35 | 3,15 | 0,67 | 455      |
| Mouronho                          | 74,54 | 15,50 | 4,80  | 2,21 | 0,74 | 1,11 | 1,11 | 274      |
| Pinheiro de Coja e Meda de Mouros | 71,51 | 12,79 | 5,81  | 4,65 | 4,07 | 1,16 | 0    | 174      |
| Póvoa de Midões                   | 80,43 | 8,15  | 3,80  | 1,63 | 2,72 | 1,63 | 1,63 | 185      |
| São João da Boa Vista             | 76,32 | 6,14  | 8,77  | 2,63 | 1,75 | 2,63 | 1,75 | 114      |
| Tábua                             | 67,66 | 10,95 | 11,05 | 3,48 | 2,35 | 2,15 | 2,35 | 1 010    |
| Tábua                             | 71,28 | 11,49 | 8,14  | 3,07 | 2,46 | 1,92 | 1,63 | 3 566    |

### Vila Nova de Poiares
| Candidato               | Candidato               | Votos | %               |
| ----------------------- | ----------------------- | ----- | --------------- |
|                         | Marcelo Rebelo de Sousa | 1 352 | 64,50 / 100,00  |
|                         | André Ventura           | 269   | 12,83 / 100,00  |
|                         | Ana Gomes               | 227   | 10,83 / 100,00  |
|                         | Marisa Matias           | 89    | 4,25 / 100,00   |
|                         | Vitorino Silva          | 65    | 3,10 / 100,00   |
|                         | João Ferreira           | 54    | 2,58 / 100,00   |
|                         | Tiago Mayan Gonçalves   | 40    | 1,91 / 100,00   |
| Votos Inválidos         | Votos Inválidos         | 49    | 2,29 / 100,00   |
| Total                   | Total                   | 2 145 | 100,00 / 100,00 |
| Eleitorado/Participação | Eleitorado/Participação | 6 164 | 34,80 / 100,00  |

| Freguesia             | %     | %     | %     | %    | %    | %    | %    | Votantes |
| Freguesia             | MRS   | AV    | AG    | MM   | VS   | JF   | TMG  | Votantes |
| --------------------- | ----- | ----- | ----- | ---- | ---- | ---- | ---- | -------- |
| Freguesia             |       |       |       |      |      |      |      | Votantes |
| Arrifana              | 68,37 | 14,54 | 5,61  | 5,87 | 2,30 | 2,30 | 1,02 | 399      |
| Lavegadas             | 66,67 | 6,67  | 13,33 | 3,33 | 7,78 | 1,11 | 1,11 | 92       |
| Poiares (Santo André) | 63,08 | 12,83 | 12,25 | 4,06 | 2,57 | 2,73 | 2,48 | 1 238    |
| São Miguel de Poiares | 64,53 | 12,56 | 11,08 | 4,43 | 3,45 | 2,71 | 1,23 | 416      |
| Vila Nova de Poiares  | 64,50 | 12,83 | 10,83 | 4,25 | 3,10 | 2,58 | 1,91 | 2 145    |